# 盧卡斯·文特拉
盧卡斯·文特拉（希臘語：Λουκάς Βύντρα）是希臘的一位足球運動員。在場上司職後衛。他的父親是捷克人，母親則是希臘人。2005年時，他首次代表希臘國家足球隊參加賽事。之後他代表希臘參加了2010年和2014年的世界杯以及2012年的歐洲杯。